# Princip neurčitosti
Heisenbergův princip neurčitosti (též relace neurčitosti) je matematická vlastnost dvou kanonicky konjugovaných veličin. Nejznámějšími veličinami tohoto typu jsou poloha a hybnost elementární částice v kvantové fyzice.
Heisenbergův princip říká, že čím přesněji určíme jednu z konjugovaných vlastností, tím méně přesně můžeme určit tu druhou – bez ohledu na to, jak dobré přístroje máme. To také znamená, že představa z klasické fyziky, že můžeme předpovědět chování systému, pokud známe jeho počáteční stav, je v praxi nepoužitelná: počáteční stav systému nikdy nemůžeme zjistit dostatečně přesně (protože nelze dostatečně přesně zjistit oba tyto konjugované parametry).
V poslední době se však ukazuje, že neplatí tak, jak se předpokládalo. I faktor π-násobku je nejasný.

## Matematická formulace
Nejznámějším případem principu neurčitosti je pro standardní odchylky {\displaystyle \Delta x} a {\displaystyle \Delta p_{x}} , pro které platí 
{\displaystyle \Delta x\Delta p_{x}\geq {\frac {\hbar }{2}}}
kde {\displaystyle \hbar } je tzv. redukovaná Planckova konstanta, kterou zavedl Bohr (a pak Dirac začal označovat přeškrtnutým h). Tato relace nám říká, že nelze s libovolnou přesností změřit polohu a hybnost kvantově mechanické částice. Daná relace vychází z komutační relace pro příslušné operátory. V {\displaystyle x-}reprezentaci máme {\displaystyle {\hat {x}}=x}, {\displaystyle {\hat {p}}_{x}=-i\hbar {\frac {\mathrm {d} }{\mathrm {d} x}}}, pro něž platí komutační relace
{\displaystyle [{\hat {x}},{\hat {p}}_{x}]=i\hbar }
Obecně pro {\displaystyle {\hat {\vec {x}}}=(x_{1},x_{2},x_{3}),{\hat {\vec {p}}}=({\hat {p}}_{1},{\hat {p}}_{1},{\hat {p}}_{1})}platí
{\displaystyle [{\hat {x}}_{i},{\hat {p}}_{j}]=i\delta _{ij}\hbar }
kde {\displaystyle \delta _{ij}} je Kroneckerovo delta.
Dalším příkladem jsou složky operátoru celkového momentu hybnosti {\displaystyle {\hat {\vec {J}}}}, jejichž komutátor je {\displaystyle [{\hat {J}}_{i},{\hat {J}}_{j}]=i\hbar \epsilon _{ijk}{\hat {J}}_{k}} ({\displaystyle \epsilon _{ijk}} je Levi-Civitův symbol), pro něž pro {\displaystyle i\neq j} platí
{\displaystyle \Delta J_{i}\Delta J_{j}\geq {\frac {\hbar }{2}}\left|\left\langle J_{k}\right\rangle \right|}
Často se uvádí, že platí i pro určení času a energie:
{\displaystyle \Delta t\Delta E\geq {\frac {\hbar }{2}}}
Problém je, že v kvantové mechanice neexistuje obecný časový operátor. Existují však speciální případy, kdy lze podobný operátor zavést. Např. při sledování rozpadající se částice lze definovat posunovací operátor {\displaystyle {\hat {T}}} reprezentující posuny v energetickém spektru, z jehož komutační relace {\displaystyle [{\hat {H}},{\hat {T}}]=i{\hat {I}}} plyne výše zmíněná relace neurčitosti.

## Odvození
Princip neurčitosti má přímočaré matematické odvození, kde klíčovým krokem je uplatnění Cauchyho–Schwarzovy nerovnosti (prvně užil Augustin Louis Cauchy roku 1821). Relace neurčitosti pak odpovídají vlastnostem Fourierovy transformace, kdy jisté spektrální šířce odpovídá minimální délka v původním prostoru. Proto se analogický klasický vztah také nazývá Gaborův limit. 

Obecně se standardní odchylka měřitelné veličiny {\displaystyle q} definuje, jako
{\displaystyle {\displaystyle \sigma _{q}={\sqrt {\langle {\hat {q}}^{2}\rangle -\langle {\hat {q}}\rangle ^{2}}}}}
a pro operátory {\displaystyle {\hat {A}},{\hat {B}}} lze pak psát 
{\displaystyle \sigma _{A}\sigma _{B}\geq \left|{\frac {1}{2i}}\langle [{\hat {A}},{\hat {B}}]\rangle \right|}

## Historie
Heisenbergův spolupracovník byl také Hendrik Kramers, známý také pro Kramersovy–Kronigovy relace (matematicky zvané Hilbertova transformace). Roku 1925 spolu vytvořili tzv. Kramersův-Heisenbergův vzorec. Následný článek Heisenberga, který vyšel téhož roku, byl zlomem pro interpretace kvantové mechaniky. Roku 1926 Paul Dirac dokončil vývoj transformační teorie v Hilbertově prostoru. Na tu navázal Heisenberg svou prací z roku 1927. Sám Heisenberg ale používal jinou verzi rovnice
{\displaystyle \Delta x\,\Delta p\gtrsim h}
kde nejasně definoval neurčitosti. Moderní verzí je
{\displaystyle \sigma _{x}\sigma _{p}\geq {\frac {\hbar }{2}}}
kde {\displaystyle \sigma } značí směrodatnou odchylku.